# Van Rossem (stripreeks)
De Avonturen van Jean-Pierre Van Rossem was een Vlaamse satirische vedettestripreeks uit 1991-1992 rond de excentrieke Belgische ondernemer Jean-Pierre Van Rossem, getekend door Erik Meynen. Van Rossem zelf werkte mee aan de verhalen. De stripreeks werd gekenmerkt door een zeer ironisch-sarcastische stijl. Wegens lage verkoopcijfers werd de reeks na twee albums stopgezet.

## Geschiedenis
Jean-Pierre Van Rossem was eind jaren 80, begin jaren 90 een zeer opmerkelijke Vlaamse mediaberoemdheid. Erik Meynen had eerder al enkele cartoons rond de man gemaakt voor het weekblad Panorama/De Post (later P-Magazine), vóór hij in samenwerking met Van Rossem twee stripalbums rond de man maakte die door Uitgeverij Loempia werden uitgegeven. Qua tekenstijl en humor deed de Van Rossem denken aan de Urbanus-strips, eveneens een vedettestrip die door uitgeverij Loempia werd uitgegeven. Veel grappen draaiden rond Vlaamse politici en mediafiguren die begin jaren 90 bekend waren. Daarnaast werden er ook steken uitgedeeld naar de Kerk, stripreeksen als De avonturen van Kuifje en Suske en Wiske en de vedettestrips rond Margriet Hermans, Wendy Van Wanten en Urbanus. Ook seks en geweld spelen een belangrijke rol in de albums.

## Personages

### Hoofdpersonages
- Jean-Pierre Van Rossem is een kettingrokende, immer vuilbekkende (ex-)miljardair. Hij woont in het kasteel van Molensloot, dat hij snel laat omdopen in "Moneysloot". Hier vult hij zijn dagen met geld verdienen, zijn butler Frankske Van Het Broekske het leven zuur maken en openbare mediaoptredens maken.
- Frankske Van Het Broekske is een karikatuur van politicus Frank Vandenbroucke. In de reeks speelt hij de rol van onhandige butler die voortdurend door Van Rossem wordt belachelijk gemaakt, onder meer omdat hij een socialist is. Hij wordt de laan uitgestuurd in De Schat van de Arme Klavers, waarna hij Van Rossems recente belevenissen opbiecht aan Van Kruisighem en daarmee ongewenst Kolonel Van Nijvel op diens spoor brengt.
- Kolonel Van Nijvel is een rijkswachter met een niet onbesproken verleden die bijklust als huurmoordenaar. Zijn moordpogingen brengen meer schade toe aan de omgeving dan aan Van Rossem zelf. Zijn naam is afgeleid van de Bende van Nijvel.
- J. J. Grootgeldt is werkzaam als administrateur-directeur secretaris-generaal van Grootgeldt en co., een industrieel gigant en onvermoeibaar samenzweerder. Van Rossems succes is hem een doorn in het oog en hij spaart kosten noch moeite om de formule van zijn beurssysteem in handen te krijgen. Wanneer hij daar uiteindelijk toch in slaagt breekt hem dat zuur op. De formule is onvolledig en Grootgeldt verkwanselt in recordtempo een fortuin.
- Goedele Liefkens (parodie op Goedele Liekens) is een voormalig Miss België en seksuologe. Zij ontvlucht de VTM-studio's met Van Rossem om aan Kolonel Van Nijvel te ontkomen. In Van Rossems kasteel bespreken ze in detail de Kama Sutra, maar nadien verbreekt ze hun relatie weer.
- Eddy & Patrick zijn twee weinig efficiënt werkende rijkswachters die in dienst voor Kolonel Van Nijvel werken.

### Nevenpersonages
- Walter Capote (Anglaise), een VTM-presentator, parodie op Walter Capiau, met een kapot om zijn hoofd. Van Rossem neemt deel aan het Rad van Fortuin in De Poenpakker, maar Capote sterft door Kolonel Van Nijvels massamoord in de VTM-studio's.
- Monseigneur Van Kruisighem, aartsbisschop van Bruggen en Wegen, is een personage uit De Schat van de Arme Klavers. Hij is een persiflage op Geeraard de Duivel uit Nero. Hij heeft zeer verre connecties.
- Beëlzebub is een duivel die op Louis Tobback lijkt en een kleine rol heeft op het einde van De Schat van de Arme Klavers.
- Zuster Frigidiana, kloosterzuster van de Orde der Arme Klavers die al twintig jaar in een ijskast woont. Haar naam is een woordspeling op frigiditeit.
- Zuster Lesbiona, kloosterzuster van de Orde der Arme Klavers en leidster van de gemeenschap. Haar naam is een woordspeling op lesbienne.
- Zuster Nymphomania, ex-kloosterzuster van de Orde der Arme Klavers die het niet zo nauw neemt met de voorgeschreven kloosterregels. Haar naam is een woordspeling op nymfomanie.
- Zuster Clitholde, kloosterzuster van de Orde der Arme Klavers. Haar naam is een woordspeling op clitoris.
- Wanda Van Wanten, een rondborstige parodie op Wendy Van Wanten, overleden tijdens de aanslag op de VTM-studio's.
- Margriet, een parodie op Margriet Hermans. Ze overlijdt tijdens de aanslag op de VTM-studio's.
- Urbanus, een parodie op Urbanus, getekend als het hoofdpersonage uit de Urbanus-strip. Goedele Liefkens probeert het bed met hem te delen, maar hij is véél te naïef en zenuwachtig om haar te helpen.

De Poenpakker (1991) · De Schat van de Arme Klavers (1992)